# Leichtathletik-Weltmeisterschaften 2017/Teilnehmer (Indien)
| Goldmedaillen | Silbermedaillen | Bronzemedaillen |
| ------------- | --------------- | --------------- |
| —             | —               | —               |

Von Indien wurden zwölf Athletinnen und 14 Athleten für die Weltmeisterschaften in London nominiert.

## Ergebnisse

### Frauen

#### Laufdisziplinen
| Athletin                                                                           | Disziplin   | Vorlauf | Vorlauf | Halbfinale         | Halbfinale         | Finale             | Finale             |
| Athletin                                                                           | Disziplin   | Zeit    | Platz   | Zeit               | Platz              | Zeit               | Platz              |
| ---------------------------------------------------------------------------------- | ----------- | ------- | ------- | ------------------ | ------------------ | ------------------ | ------------------ |
| Dutee Chand                                                                        | 100 m       | 12,07 s | 38      | nicht qualifiziert | nicht qualifiziert | nicht qualifiziert | nicht qualifiziert |
| Nirmala Sheoran                                                                    | 400 m       | 52,01 s | 21      | 53,07 s            | 22                 | nicht qualifiziert | nicht qualifiziert |
| Khushbir Kaur                                                                      | 20 km Gehen |         |         |                    |                    | 1:36:41 h          | 42                 |
| Monika Athare                                                                      | Marathon    |         |         |                    |                    | 2:49:54 h          | 64                 |
| Anu Raghavan M. R. Poovamma Jisna Mathew Jauna Murmu Nirmala Sheoran Anilda Thomas | 4 × 400 m   | DSQ     | −       |                    |                    | –––                | –––                |

#### Sprung/Wurf
| Athletin  | Disziplin | Qualifikation | Qualifikation | Finale             | Finale             |
| Athletin  | Disziplin | Weite/Höhe    | Platz         | Weite/Höhe         | Platz              |
| --------- | --------- | ------------- | ------------- | ------------------ | ------------------ |
| Annu Rani | Speerwurf | 59,93 m       | 20            | nicht qualifiziert | nicht qualifiziert |

#### Siebenkampf
| Athletin      | Disziplin | 100 m Hürden | Hochsprung | Kugelstoßen | 200 m   | Weitsprung | Speerwurf | 800 m       | Punkte | Platz |
| ------------- | --------- | ------------ | ---------- | ----------- | ------- | ---------- | --------- | ----------- | ------ | ----- |
| Swapna Barman | Ergebnis  | 14,14 s      | 1,71 m     | 10,81 m     | 26,45 s | 5,53 m     | 43,49 m   | 2:20,17 min | 5431   | 26    |
| Swapna Barman | Punkte    | 959          | 867        | 583         | 758     | 709        | 734       | 821         | 5431   | 26    |

### Männer

#### Laufdisziplinen
| Athlet                                                                            | Disziplin    | Vorlauf         | Vorlauf | Halbfinale         | Halbfinale         | Finale             | Finale             |
| Athlet                                                                            | Disziplin    | Zeit            | Platz   | Zeit               | Platz              | Zeit               | Platz              |
| --------------------------------------------------------------------------------- | ------------ | --------------- | ------- | ------------------ | ------------------ | ------------------ | ------------------ |
| Muhammed Anas                                                                     | 400 m        | 45,98 s         | 33      | nicht qualifiziert | nicht qualifiziert | nicht qualifiziert | nicht qualifiziert |
| Govindan Lakshmanan                                                               | 5000 m       | 13:35,69 min PB | 31      |                    |                    | nicht qualifiziert | nicht qualifiziert |
| Siddhanth Thingalaya                                                              | 110 m Hürden | 13,64 s         | 31      | nicht qualifiziert | nicht qualifiziert | nicht qualifiziert | nicht qualifiziert |
| Devender Singh                                                                    | 20 km Gehen  |                 |         |                    |                    | 1:25:47 h          | 50                 |
| Irfan Kolothum Thodi                                                              | 20 km Gehen  |                 |         |                    |                    | 1:21:40 h          | 23                 |
| Ganapathi Krishnan                                                                | 20 km Gehen  |                 |         |                    |                    | 1:28:32 h          | 54                 |
| Thonakal Gopi                                                                     | Marathon     |                 |         |                    |                    | 2:17:13 h          | 28                 |
| Amoj Jacob Raja Mohan Kumar Kunhu Muhammed Arokia Rajiv Sachin Roby Muhammed Anas | 4 × 400 m    | 3:02,8 min SB   | 10      |                    |                    | nicht qualifiziert | nicht qualifiziert |

#### Sprung/Wurf
| Athlet              | Disziplin | Qualifikation | Qualifikation | Finale             | Finale             |
| Athlet              | Disziplin | Weite/Höhe    | Platz         | Weite/Höhe         | Platz              |
| ------------------- | --------- | ------------- | ------------- | ------------------ | ------------------ |
| Neeraj Chopra       | Speerwurf | 82,26 m       | 15            | nicht qualifiziert | nicht qualifiziert |
| Davinder Singh Kang | Speerwurf | 84,22 m       | 7             | 80,02 m            | 12                 |